# Guttet-Feschel
Guttet-Feschel é uma comuna da Suíça, no Cantão Valais, com cerca de 439 habitantes. Estende-se por uma área de 10,5 km², de densidade populacional de 41,8 hab/km².  Confina com as seguintes comunas: Albinen, Erschmatt, Ferden, Leuk, Leukerbad. 
A língua oficial nesta comuna é o Alemão.